# Xu Xiaoliang
Dans ce nom, le nom de famille, Xu, précède le nom personnel.
Xu Xiaoling, (en chinois : 徐 曉良), né le 30 janvier 1962, est un ancien joueur chinois de basket-ball. Il évolue durant sa carrière au poste de pivot.